# Wagler-trupiál
A Wagler-trupiál (Icterus wagleri) a madarak osztályának verébalakúak (Passeriformes) rendjébe, azon belül a csirögefélék (Icteridae) családjába tartozó faj.

## Rendszerezése
A fajt Philip Lutley Sclater angol ügyvéd és zoológus írta le 1857-ben.

## Alfajai
- Icterus wagleri castaneopectus Brewster, 1888
- Icterus wagleri wagleri P. L. Sclater, 1857[2]

## Előfordulása
Az Amerikai Egyesült Államok, Mexikó, Guatemala, Honduras, Nicaragua és Salvador területén honos.
Természetes élőhelye szubtrópusi és trópusi lombhullató erdők, magaslati cserjések és forró sivatagok, valamint ültetvények. Állandó, nem vonuló faj.

## Megjelenése
Testhossza 23 centiméter, testtömege 39 gramm.

## Életmódja
Ízeltlábúakkal táplálkozik, de gyümölcsöt és nektárt is fogyaszt.

## Természetvédelmi helyzete
Az elterjedési területe nagyon nagy, egyedszáma pedig stabil. A Természetvédelmi Világszövetség Vörös listáján nem fenyegetett fajként szerepel.